# Paepalanthus subtilis
Paepalanthus subtilis là một loài thực vật có hoa trong họ Eriocaulaceae. Loài này được Miq. mô tả khoa học đầu tiên năm 1851.